# Xã Hecla, Quận Brown, South Dakota
Xã Hecla (tiếng Anh: Hecla Township) là một xã thuộc quận Brown, tiểu bang Nam Dakota, Hoa Kỳ. Năm 2010, dân số của xã này là 45 người.